# Weathertech Sportscar Championship 2019
Weathertech Sportscar Championship 2019 är den sjätte säsongen av den nordamerikanska racingserien för sportvagnar och GT-bilar, United SportsCar Championship och sanktioneras av International Motor Sports Association. Säsongen omfattar 12 deltävlingar.

## Tävlingskalender
| Datum         | Bana         | Segrare DPi - Team                                                 | Segrare LMP2 - Team                                              | Segrare GTLM - Team                                         | Segrare GTD - Team                                              |
| Datum         | Bana         | Segrare DPi - Förare                                               | Segrare LMP2 - Förare                                            | Segrare GTLM - Förare                                       | Segrare GTD – Förare                                            |
| ------------- | ------------ | ------------------------------------------------------------------ | ---------------------------------------------------------------- | ----------------------------------------------------------- | --------------------------------------------------------------- |
| 26-27 januari | Daytona      | Konica Minolta Cadillac                                            | DragonSpeed                                                      | BMW Team RLL                                                | GRT Grasser Racing Team                                         |
| 26-27 januari | Daytona      | Fernando Alonso Kamui Kobayashi Jordan Taylor Renger van der Zande | Ryan Cullen Roberto González Pastor Maldonado Sebastián Saavedra | Connor De Phillippi Philipp Eng Augusto Farfus Colton Herta | Mirko Bortolotti Rik Breukers Christian Engelhart Rolf Ineichen |
| 16 mars       | Sebring      | Whelen Engineering Racing                                          | Performance Tech Motorsports                                     | Porsche GT Team                                             | GRT Grasser Racing Team                                         |
| 16 mars       | Sebring      | Eric Curran Pipo Derani Felipe Nasr                                | Cameron Cassels Andrew Evans Kyle Masson                         | Frédéric Makowiecki Patrick Pilet Nick Tandy                | Mirko Bortolotti Rik Breukers Rolf Ineichen                     |
| 13 april      | Long Beach   | Mustang Sampling Racing                                            | Inga deltagare                                                   | Porsche GT Team                                             | Inga deltagare                                                  |
| 13 april      | Long Beach   | Filipe Albuquerque Joao Barbosa                                    | Inga deltagare                                                   | Earl Bamber Laurens Vanthoor                                | Inga deltagare                                                  |
| 5 maj         | Mid-Ohio     | Acura Team Penske                                                  | PR1/Mathiasen Motorsports                                        | Porsche GT Team                                             | AIM Vasser Sullivan                                             |
| 5 maj         | Mid-Ohio     | Dane Cameron Juan Pablo Montoya                                    | Eric Lux Matt McMurry                                            | Earl Bamber Laurens Vanthoor                                | Jack Hawksworth Richard Heistand                                |
| 1 juni        | Belle Isle   | Acura Team Penske                                                  | Inga deltagare                                                   | Inga deltagare                                              | AIM Vasser Sullivan                                             |
| 1 juni        | Belle Isle   | Dane Cameron Juan Pablo Montoya                                    | Inga deltagare                                                   | Inga deltagare                                              | Jack Hawksworth Richard Heistand                                |
| 30 juni       | Watkins Glen | Mazda Team Joest                                                   | PR1/Mathiasen Motorsports                                        | Porsche GT Team                                             | Meyer Shank Racing with Curb Agajanian                          |
| 30 juni       | Watkins Glen | Jonathan Bomarito Olivier Pla Harry Tincknell                      | Gabriel Aubry Eric Lux Matt McMurry                              | Patrick Pilet Nick Tandy                                    | Mario Farnbacher Trent Hindman Justin Marks                     |
| 7 juli        | Mosport      | Mazda Team Joest                                                   | PR1/Mathiasen Motorsports                                        | Porsche GT Team                                             | Turner Motorsport                                               |
| 7 juli        | Mosport      | Oliver Jarvis Tristan Nunez                                        | Dalton Kellett Matt McMurry                                      | Earl Bamber Laurens Vanthoor                                | Bill Auberlen Robby Foley                                       |
| 20 juli       | Lime Rock    | Inga deltagare                                                     | Inga deltagare                                                   | Ford Chip Ganassi Racing                                    | Pfaff Motorsports                                               |
| 20 juli       | Lime Rock    | Inga deltagare                                                     | Inga deltagare                                                   | Ryan Briscoe Richard Westbrook                              | Dennis Olsen Zach Robichon                                      |
| 4 augusti     | Road America | Mazda Team Joest                                                   | PR1/Mathiasen Motorsports                                        | Ford Chip Ganassi Racing                                    | Pfaff Motorsports                                               |
| 4 augusti     | Road America | Jonathan Bomarito Harry Tincknell                                  | Patrick Kelly Matt McMurry                                       | Ryan Briscoe Richard Westbrook                              | Matt Campbell Zach Robichon                                     |
| 25 augusti    | Virginia     | Inga deltagare                                                     | Inga deltagare                                                   | Porsche GT Team                                             | Mercedes-AMG Team Riley Motorsport                              |
| 25 augusti    | Virginia     | Inga deltagare                                                     | Inga deltagare                                                   | Patrick Pilet Nick Tandy                                    | Jeroen Bleekemolen Ben Keating                                  |
| 15 september  | Laguna Seca  | Acura Team Penske                                                  | PR1/Mathiasen Motorsports                                        | Ford Chip Ganassi Racing                                    | Paul Miller Racing                                              |
| 15 september  | Laguna Seca  | Dane Cameron Juan Pablo Montoya                                    | Dalton Kellett Matt McMurry                                      | Joey Hand Dirk Müller                                       | Corey Lewis Bryan Sellers                                       |
| 12 oktober    | Road Atlanta | Whelen Engineering Racing                                          | Inga deltagare                                                   | Risi Competizione                                           | Turner Motorsport                                               |
| 12 oktober    | Road Atlanta | Eric Curran Pipo Derani Felipe Nasr                                | Inga deltagare                                                   | James Calado Alessandro Pier Guidi Daniel Serra             | Bill Auberlen Robby Foley Dillon Machavern                      |

## Slutställning
| Klass | Förare                          | Bilmärke                               |
| ----- | ------------------------------- | -------------------------------------- |
| DPi   | Dane Cameron Juan Pablo Montoya | Acura Team Penske                      |
| LMP2  | Matt McMurry                    | PR1/Mathiasen Motorsports              |
| GTLM  | Earl Bamber Laurens Vanthoor    | Porsche GT Team                        |
| GTD   | Mario Farnbacher Trent Hindman  | Meyer Shank Racing with Curb Agajanian |